# Menemerus meridionalis
Menemerus meridionalis är en spindelart som beskrevs av Wesolowska 1999. Menemerus meridionalis ingår i släktet Menemerus och familjen hoppspindlar. Inga underarter finns listade i Catalogue of Life.